# Religionspsychologie
Die Religionspsychologie ist ein Gebiet der Angewandten Psychologie und der Religionswissenschaft, das sich mit psychologischen Fragen zur Religion befasst. Nach Hans-Jürgen Fraas ist der „Gegenstand der Religionspsychologie im herkömmlichen Sinn […] die Religiosität des Menschen.“

## Entstehung und Nachbardisziplinen
Den Anstoß zur Gründung der Religionspsychologie als Zweig der Psychologie gab Friedrich Schleiermachers posthum herausgegebene Schrift 'Psychologie' aus dem Jahr 1862. Den ersten großen Klassiker der Religionspsychologie schrieb William James mit 'The varieties of religious experience' im Jahr 1902.
Die Religionspsychologie ist verwandt mit, aber zu unterscheiden von der Pastoralpsychologie, die sich um eine Verwendung psychologischer Erkenntnisse in christlich-theologischem Sinne bemüht. Verbindungen gibt es ebenso zur Tiefenpsychologie von Carl Gustav Jung und zur allgemeinen Sozialpsychologie sowie vereinzelt zur Parapsychologie.

## Gegenstand
Die Religionspsychologie untersucht Formen, Gesetze und Entwicklung des religiösen Lebens auf Ebene des Individuums oder der Gruppe. Sie betrachtet somit die psychischen Voraussetzungen und Vorgänge beim religiösen Erleben, Denken, Fühlen und Handeln. 
Dazu zählen beispielsweise religiöser Glaube und Zweifel, Gotteserlebnis, Ekstase und Phänomene wie Missionierung und Bekehrung, Reue und Schuldgefühle, Buße und Beichte, aber auch das Gebet. Vereinzelte Sonderformen und Grenzfälle religiösen Erlebens wie beispielsweise die Stigmatisation, gehören ebenfalls zum Gegenstandsbereich dieser Wissenschaft und werden aus neurologischer und psychiatrischer Sicht häufig der Religionspsychopathologie zugerechnet. Außerdem untersucht die Religionspsychologie charakterologische Eigenarten der Religionsstifter, -träger und -repräsentanten ebenso wie die der Gläubigen. Zu ihren Kernstücken gehören dabei Motivationsforschung und Sozialpsychologie.
In enger Verbindung mit der Religionssoziologie und Religionsanthropologie beschreibt die Religionspsychologie auch die Bedingungen religiösen Erlebens in der Gesellschaft: Struktur und Schichtung der Bevölkerung hinsichtlich des religiösen Lebens und die Wechselwirkungen zwischen Gesellschaft, Glaubensgemeinschaft und gläubigem Individuum. Für diese Zusammenhänge interessieren sich zum Beispiel religionspsychologische Untersuchungen aus kulturpsychologischer Perspektive.

## Ansätze
Nicht selten steht die empirische Religionspsychologie dabei allerdings vor großen methodischen Problemen. Das liegt am schwierigen experimentellen Zugriff und an Schwierigkeiten bei der exakten Dokumentation und Wiedergabe religiösen Erlebens.
Traditionell und vor allem von theologischer Seite wird dem begegnet, indem Selbstbeobachtung, Dokumentation und Deskription umso wichtigere Rollen spielen; wobei die Religionspsychologie hier Hand in Hand mit der Religionsphänomenologie arbeitet (Max Scheler, Gerardus van der Leeuw). Wichtige Grundlagen sind für die Religionspsychologie deshalb Berichte, Materialien und Enqueten sowie Memoiren über religiöse Erlebnisse, Erleuchtungen und Visionen.
Eine vor allem im englischsprachigen Raum dominante Richtung beschränkt sich bewusst auf empirisch überprüfbare Aspekte religiösen Erlebens. Hierzu zählen beispielsweise religiöses Coping und die Fürbittgebetsforschung. Im Gegensatz zur vor allem psychoanalytisch orientierten introspektiven Herangehensweise wird hier vor allem mit dem Paradigma der kognitiven Psychologie gearbeitet.

## Gesellschaft für Religionspsychologie
Die Gesellschaft für Religionspsychologie wurde im Jahre 1914 in Nürnberg von Wilhelm Stählin und Oswald Külpe gegründet; Geschäftsführer der daraus entstandenen Internationalen Gesellschaft für Religionspsychologie wurde 1927 der evangelische Theologe Werner Gruehn, nach dem Tode Gruehns 1961 der katholische Theologe Wilhelm Keilbach.
Durch die Vertreibungen in der Zeit des Nationalsozialismus verlagerte sich die Gesellschaft von Europa in die USA. Religionspsychologie kann in einem 1-jährigen Lehrgang studiert werden und schließt mit einem EU-Diplom ab.

## Deutschsprachige einführende Literatur
- Bernhard Grom: Religionspsychologie. 3., vollständig überarbeitete Auflage. Kösel, München 2007, ISBN 978-3-466-36765-8.
- Susanne Heine: Grundlagen der Religionspsychologie. Modelle und Methoden. Vandenhoeck & Ruprecht (= UTB 2528), Göttingen 2005, ISBN 3-8252-2528-3.
- Hansjörg Hemminger: Grundwissen Religionspsychologie. Ein Handbuch für Studium und Praxis. Herder, Freiburg 2003, ISBN 3-451-28185-6.
- Christian Henning, Sebastian Murken, Erich Nestler (Hrsg.): Einführung in die Religionspsychologie. Schöningh (= UTB 2435), Paderborn 2003, ISBN 3-8252-2435-X.
- Nils Holm: Einführung in die Religionspsychologie. Ernst Reinhardt (= UTB 1592), München und Basel 1990, ISBN 3-497-01212-2
- Godwin Lämmermann: Einführung in die Religionspsychologie. Grundfragen, Theorien, Themen. Neukirchener Verlag, Neukirchen 2006, ISBN 3-7887-2174-X
- Helfried Moosbrugger, Christian Zwingmann, Dirk Frank (Hrsg.): Religiosität, Persönlichkeit und Verhalten. Beiträge zur Religionspsychologie. Waxmann, Münster 1996, ISBN 3-89325-420-X.
- Michael Utsch, Sarah Demmrich: Psychologie des Glaubens. Einführung in die Religionspsychologie. Vandenhoeck & Ruprecht (= UTB 6056), Göttingen 2023, ISBN 3-8252-6056-9.
- Christian Zwingmann, Helfried Moosbrugger (Hrsg.): Religiosität: Messverfahren und Studien zu Gesundheit und Lebensbewältigung. Neue Beiträge zur Religionspsychologie. Waxmann, Münster 2004, ISBN 3-8309-1428-8.